# Данилкино (Волжский район)
Данилкино (мар. Кокласола) — деревня в Волжском районе Республики Марий Эл России. Входит в состав Петъяльского сельского поселения.

## География
Деревня находится в юго-восточной части республики, в пределах Мари-Турекского плато, в зоне хвойно-широколиственных лесов, на расстоянии примерно 33 километров (по прямой) к северо-востоку от города Волжска, административного центра района, и в 6 км по прямой к юго-востоку от центра поселения, деревни Петъял. Абсолютная высота — 180 метров над уровнем моря.

### Климат
Климат характеризуется как континентальный, умеренно влажный, с длительной снежной зимой и коротким жарким летом. Среднегодовая температура воздуха — 2,3 °С. Средняя температура воздуха самого тёплого месяца (июля) — 18,2 °C (абсолютный максимум — 38 °C); самого холодного (января) — −13,7 °C (абсолютный минимум — −47 °C). Среднегодовое количество атмосферных осадков составляет 491 мм, из которых 352 мм выпадает в период с апреля по октябрь.

### Часовой пояс
Деревня Данилкино, как и вся Марий Эл, находится в часовой зоне МСК (московское время). Смещение применяемого времени относительно UTC составляет +3:00.

## История
Название Кокласола в переводе с марийского означает «средняя деревня». По легенде, четверо первых поселенцев прибыли с другой стороны Волги, прячась от неприятелей, и двое из них поселились у истока реки Изэнер (эту часть назвали Кушылсола — «верхняя деревня»), а ещё двое — близ реки Кугенер, чем дали начало деревне Кокласола.
Русское название произошло от первопоселенца Данила — значительная часть жителей деревни и сейчас носит фамилию Даниловы.
В 1885 году Данилкина был одним из трёх околотков в составе деревни Имберь Кукмор, принадлежавшей Имберь-Кукморскому сельскому обществу Кукморской волости Казанского уезда Казанской губернии и входившей в приход села Никольское. Жителями были марийцы, бывшие государственные крестьяне. В околотке насчитывалось 127 жителей (55 мужчин, 72 женщины), из них 2 русских крестьянина (1 мужчина и 1 женщина), приписанных к другим сельским обществам. Кроме сельского хозяйства, жители занимались пилкой леса и другими промыслами. По данным карты 1880 года в деревне насчитывалось 28 дворов.
По данным переписи 1897 года в деревне в 44 дворах проживал 221 мариец, к 1907 году население увеличилось до 241 человека. В 1923 году в деревне проживало 257 человек в 44 дворах. В 1925 году в деревне Кукморского райсельсовета Звениговского кантона жил 261 человек (все марийцы), в 1927 году — 279 жителей. В 1929 году создан колхоз «Пионер».
В 1940 году в деревне проживало 275 человек. В годы Великой Отечественной войны на фронт ушли 77 человек, вернулись 37. Комсомольцы и пионеры посылали на фронт тёплые вещи, писали письма фронтовикам, собирали металлолом.
В послевоенное время колхоз «Пионер» был одним из передовых по производству зерна. В 1951 году он вошёл в состав колхоза «Смена», который в 1955 году был объединён с колхозом «Ужара», куда вошли все деревни Кукморского сельсовета. С 1936 по 1956 год эти деревни входили в состав Сотнурского района.
В 1980 году в деревне Данилкино Учейкинского сельсовета Волжского района проживало 192 человека (88 мужчин, 104 женщины) в 58 хозяйствах, большинство составляли марийцы. Здесь находилась бригада № 2 колхоза «Ужара». Большинство домов было построено в послевоенный период. Деревня была электрифицирована, воду брали из колодцев. Было радио и телевизоры. В личном пользовании жителей было 23 велосипеда и 6 мотоциклов. По деревне проходила грунтовая дорога; до Волжска и центра сельсовета жители добирались пешком и попутным транспортом.
В 2004 году Учейкинский сельсовет был упразднён, деревня передана в Петъяльское сельское поселение.

## Население
| 2002 | 2010 |
| ---- | ---- |
| 126  | ↘94  |

Согласно результатам переписи 2002 года в деревне проживало 126 человек (63 мужчины и 63 женщины), марийцы (98 %). Жители разговаривали на марийском языке.
По переписи 2010 года — 94 человека (50 мужчин и 44 женщины). По переписи 2021 года — 86 жителей (78 марийцев и 8 русских). Наиболее распространённые фамилии — Даниловы, Афанасьевы, Потаповы.

## Инфраструктура
В 2003 году в деревне находилось 54 двора. Имелись радио, телефоны, магазин. Земельные участки жителей деревни имели площадь до 0,4 га, на которых выращивали картофель и другие овощи, а также зерновые и кормовые культуры. Также в хозяйствах держали коров, овец, свиней, гусей и уток. Жители посещали Гурьевскую церковь в деревне Петъял, средняя школа и фельдшерско-акушерский пункт находились в деревне Учейкино. Трудоспособное население работало в СХПК «Ужара». Имеются грузовые и легковые автомобили, тракторы, мотоциклы, велосипеды и бытовая техника. Деревня связана автобусным сообщением с райцентром.
Ныне жилая застройка представлена индивидуальными жилыми домами суммарной площадью 1,8 тыс. м². Дорога до деревни асфальтирована. Имеется водопровод, газификация отсутствует. В 300 м к северу от деревни расположена священная роща.